# Ukraińska Fundacja Kultury
Ukraińska Fundacja Kultury (UFK; ukr. Український культурний фонд) – państwowa agencja Ukrainy, powołana w 2017 roku w celu promowania rozwoju kultury i sztuki narodowej w kraju, stwarzająca korzystne warunki dla rozwoju potencjału intelektualnego jednostek i społeczeństwa, szeroki dostęp do narodowe dziedzictwo kulturowe, wspieranie różnorodności kulturowej i integracji kultury ukraińskiej z kulturą światową. Działania funduszu koordynuje Ministerstwo Kultury Ukrainy.

## Historia
Ideę powołania Ukraińskiej Fundacji Kultury wyraził na początku 2017 roku były minister kultury Jewhen Nyszczuk. Motywował to ideą „wyrównywania dostępu do zasobów kulturalnych i artystycznych organizacji budżetowych i pozabudżetowych”, a także „pozbawienie ministerstwa nietypowych funkcji podziału środków między podmiotami w przestrzeni kulturowej”.
23 marca 2017 Parlament Ukrainy poparł pomysł i oficjalnie powołał Ukraińską Fundację Kultury.

## Funkcje
Główne funkcje fundacji to promocja i realizacja polityki państwa w zakresie kultury i sztuki, rozwój nowoczesnych dziedzin działalności kulturalnej i artystycznej, stymulowanie rozwoju innowacyjnych projektów, wspieranie projektów międzynarodowych, konserwacja, aktualizacja i promocja narodowego dziedzictwa kulturowego, wspieranie debiutów artystycznych, pobudzanie twórczości postaci kultury i sztuki, w szczególności młodych artystów, popularyzacja kultury ukraińskiej, kształtowanie pozytywnego wizerunku Ukrainy w świecie, wspieranie projektów kulturalnych ukraińskiej diaspory itp.

## Kierownictwo

### Prezes Fundacji
Fundacją kieruje dobrowolnie prezes, który zgodnie z obowiązującymi przepisami musi być specjalistą w dziedzinie kultury, posiadać nienaganną reputację biznesową, wysokie autorytety publiczne, władać biegle językiem państwowym i władać językiem obcym, jednym z oficjalnych języków Rady Europy.
Przewodniczącego powołuje Minister Kultury.
19 stycznia 2018 roku na stanowisko Prezesa Ukraińskiej Fundacji Kultury została powołana Maryna Poroszenko, żona piątego Prezydenta Ukrainy Petra Poroszenki. 16 grudnia 2019 roku złożyła rezygnację ze stanowiska.
1 lutego 2020 roku były lider Narodowego Akademickiego Teatru Dramatycznego im. Iwana Franki, Mychajło Zacharkewycz, został mianowany przewodniczącym UFK.

### CEO
Bezpośrednie zarządzanie organizacyjne i finansowe funduszu, zgodnie z prawem, sprawuje CEO, którego wybiera Rada Nadzorcza funduszu na zasadzie konkursu, po czym podpisuje umowę o pracę z Ministerstwem Kultury Ukrainy.
7 lutego 2018 roku w wyniku otwartego konkursu na CEO Fundacji wybrano Julię Fediw.
14 czerwca 2021 roku w wyniku otwartego konkursu na CEO Fundacji wybrano dr. Władysława Berkowskiego.